# مورتال کامبت (بازی ویدئویی ۲۰۱۱)
مورتال کامبت (به انگلیسی: Mortal Kombat) که با نام مورتال کامبت ۹ نیز شناخته می‌شود، بازشروع و در عین حال نهمین نسخه از مجموعه بازی‌های مبارزه‌ای مورتال کامبت است. این بازی توسط ندررلم استودیوز ساخته شده و به‌طور انحصاری زیر نظر وارنر برادرز. اینتراکتیو انترتینمنت منتشر شده‌است. مورتال کامبت در آوریل ۲۰۱۱، برای کنسول‌های ایکس‌باکس ۳۶۰ و پلی‌استیشن ۳ منتشر شده‌است و سپس یک نسخه سازگار شده از این بازی نیز برای پلی‌استیشن ویتا در مه ۲۰۱۲ عرضه گردید. همچنین این بازی توسط های ولتاژ سافت‌ور در ۳ ژوئیه ۲۰۱۳ از طریق استیم برای مایکروسافت ویندوز عرضه شد.
اگرچه داستان بازی مستقیماً ادامه نسخه مورتال کامبت: آرماگدون است، اما در ادامه، داستان به نسخه‌های اولیه سری و در زمان نسخه ۱، ۲ و ۳ بر می‌گردد. داستان دربارهٔ شخصیت رِیدن است که بعد از شکست خوردن از شائو کان در انتهای آخرالزمان، با سفر در زمان سعی در تغییر آینده دارد.

## شخصیت‌ها
در این بازی ۲۷ شخصیت قابل بازی وجود دارد به علاوه تعدادی شخصیت که به صورت محتوای قابل دانلود در دسترس می‌باشند. مبارزان این نسخه شامل:
- اسکورپیون
- استرایکر
- اسموک
- ارمک
- باراکا
- جید
- جکس
- جانی کیج
- سایرکس
- ساب-زیرو
- سکتور
- سیندل
- سونیا بلید
- سایبر ساب-زیرو
- شائو کان (غول آخر غیرقابل انتخاب)
- شیوا
- شنگ سونگ
- کابال
- کیتانا
- کونگ لائو
- کریتوس (انحصاری پلی‌استیشن)
- کینو
- کینتارو (غول آخر غیرقابل انتخاب)
- کوان چی
- کِنشی
- لو کنگ
- میلینا
- رپتایل
- رِیدن
- رین
- نوب سایبات
- فردی کروگر
- نایت‌ولف
- اسکارلت
- گورو (غول آخر غیرقابل انتخاب)